# Juwan Howard
Pour les articles homonymes, voir Howard.
Juwan Antonio Howard (né le 7 février 1973 à Chicago, Illinois) est un joueur puis entraîneur américain de basket-ball. Il est All-Star et est membre de l'équipe de l'université du Michigan faisant partie du fameux Fab Five (avec Chris Webber, Jalen Rose, Jimmy King et Ray Jackson) qui atteint les finales NCAA 1992 et 1993.

## Carrière sportive
Howard connait une carrière réussie à la Chicago Vocational Career Academy, cette période ayant été immortalisée dans le documentaire Hoop Dreams. Il rejoint en 1991 les Wolverines du Michigan pour sa carrière universitaire.
Avec Chris Webber, Jalen Rose, Jimmy King et Ray Jackson, les joueurs titulaires des Wolverines forment un « Fab Five ». Les Wolverines atteignent la finale du tournoi universitaire en 1992 (en) et 1993 (en). Les victoires et récompenses obtenues par les Wolverines pendant cette période sont ensuite annulées par un tribunal qui juge du paiement illégal d'argent aux joueurs universitaires (considérés comme des sportifs amateurs).
Il quitte Michigan après son année junior et est sélectionné par les Bullets de Washington au 5e rang de la draft 1994.
Lorsque Chris Webber, son coéquipier et ami à l'université, rejoint Washington lors de cette même saison, de nombreux observateurs estiment que les « Fab Five » allaient construire un futur radieux pour la franchise de Washington. Avec Gheorghe Muresan, 2,31 m, Calbert Cheaney, les meneurs vétérans Mark Price et Robert Pack et le prometteur rookie Rasheed Wallace, les Bullets étaient favoris pour se qualifier pour les playoffs. Mais Webber, Price et Pack manquent toute la saison 1995-1996 pour cause de blessure. Les Bullets remportent 39 victoires, manquant de justesse les playoffs. Compilant 22,1 points, 8,1 rebonds et 4,4 passes décisives, Howard est nommé dans l'équipe de l'Est du All-Star Game.
Howard devient free agent à l'issue de cette saison. De nombreuses équipes désirent le recruter et Howard décide de signer un contrat de 101 millions de dollars avec le Heat de Miami le 15 juillet 1996. Le contrat est rejeté par la NBA, car il entre en violation avec les règles du salary cap. Howard signe un nouveau contrat avec les Bullets le 5 août. Il devient le premier joueur de l'histoire de la NBA à signer un contrat de plus de 100 millions de dollars, son contrat de sept ans étant de 105 millions. Ses statistiques sont convenables avec Washington (environ 18 points et 8 rebonds par match), mais il n'est jamais sélectionné au All-Star Game.
Après que Michael Jordan eut rejoint les Bullets renommés en Wizards de Washington, il met au point un transfert envoyant Howard, Obinna Ekezie et Calvin Booth aux Mavericks de Dallas contre Christian Laettner, Loy Vaught, Etan Thomas, Hubert Davis, Courtney Alexander et une somme d'argent le 22 février 2001. Les Mavs le transfèrent avec Donnell Harvey, Tim Hardaway et un premier tour de draft 2002 aux Nuggets de Denver contre Raef LaFrentz, Avery Johnson, Nick Van Exel et Tariq Abdul-Wahad le 21 février 2002. Il signe ensuite en tant qu'agent libre (free agent) avec le Magic d'Orlando le 16 juillet 2003. Les statistiques d'Howard sont de 17,8 points et 7,4 rebonds par match. Le 25 mars 2002, il marque son 10 000e point.
Le 29 juin 2004, Howard, Tracy McGrady et Reece Gaines sont envoyés aux Rockets de Houston contre les meneurs de jeu Steve Francis et Cuttino Mobley.
Le 14 juin 2007, Howard est transféré aux Timberwolves du Minnesota contre Mike James et Justin Reed.
Le 29 octobre 2007, les Timberwolves se séparent d'Howard à la suite d'un accord amiable, lui versant 10 millions de dollars sur les 14 millions qu'ils lui devaient,,. Howard rejoint alors les Mavs dès le lendemain.
Le 17 septembre 2009, Juwan Howard signe un contrat d'un an avec les Trail Blazers de Portland.
Le 20 juillet 2010, il rejoint le Heat de Miami. La saison 2011-2012 est celle du sacre pour Juwan Howard et le Heat qui gagne son second titre.
Redevenu ensuite agent libre, Howard, important au sein du vestiaire floridien, va réintégrer l'effectif des champions en titre en fin de saison 2012-13, mais ne dispute aucune rencontre de playoffs.

## Carrière d'entraîneur
En 2013, après un second titre remporté avec le Heat de Miami, il intègre l'encadrement de la franchise en tant qu'entraîneur adjoint. En mai 2019, il quitte le Heat pour devenir l'entraineur principal des Wolverines du Michigan en NCAA. Après une piètre saison 2024 (8 victoires et 24 défaites), Howard est limogé de son poste.
En avril 2024, il est recruté comme entraîneur adjoint des Nets de Brooklyn en NBA.

## En dehors du basket-ball
Il épouse la chanteuse Jenine Wardally le 6 juillet 2002 aux Providenciales dans les Îles Turques-et-Caïques. 
Howard a un petit rôle dans la série télévisée À la Maison-Blanche, dans le rôle d'un ancien joueur universitaire de basket-ball.